# Stawisko (Podkowa Leśna)

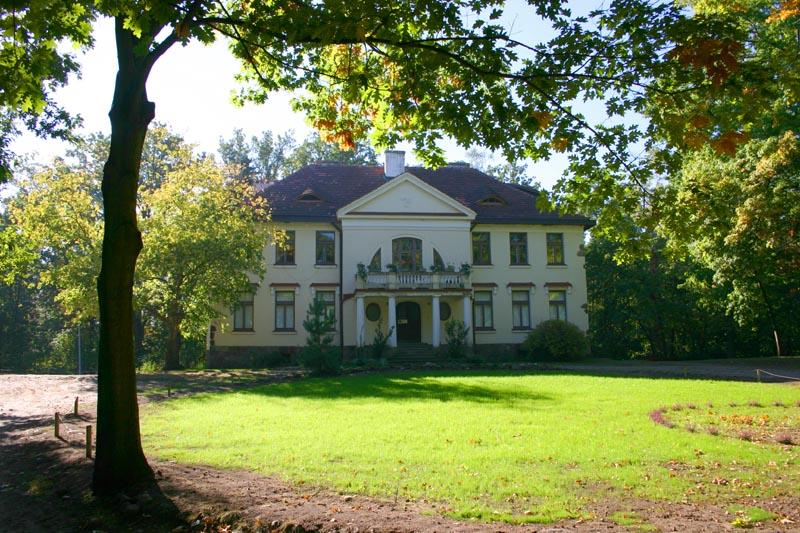
Vila J. Iwaszkiewicze v Stawisku

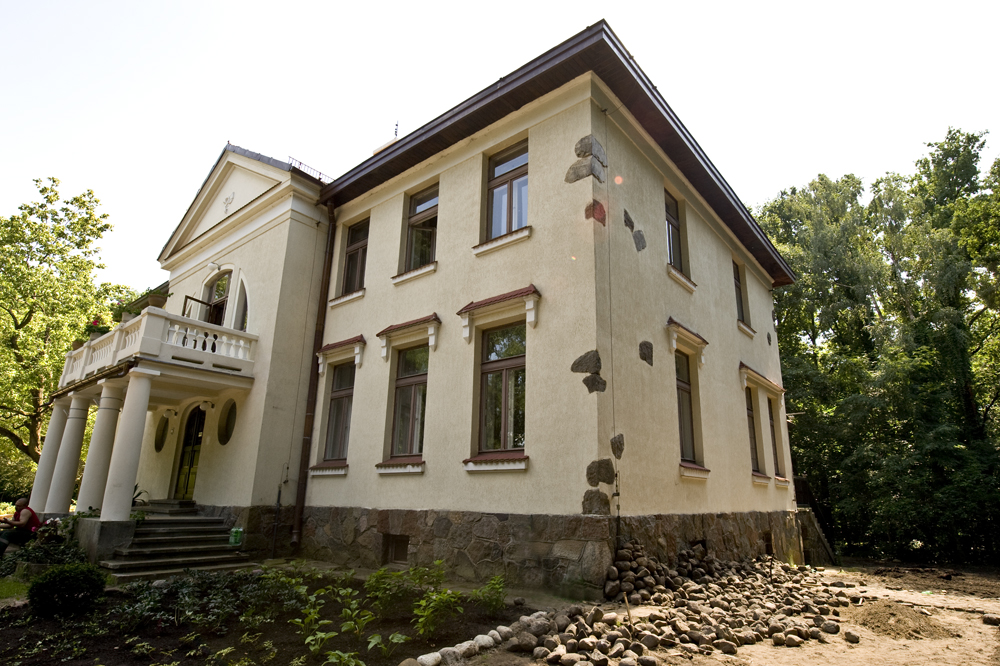
Muzeum po opravách, srpen 2011

Stawisko je název pozemku o velikosti 18 ha, náležejícího v letech 1928-1980 polskému spisovateli Jarosławu Iwaszkiewiczi. Od roku 1980 je sídlem Muzea Anny a Jarosława Iwaszkiewiczů v Stawisku. V současné době se muzeum nachází na okraji města Podkowa Leśna. Název "Stawisko" vymyslel sám J. Iwaszkiewicz.

## Historie
Území, na kterém bylo postaveno Stawisko, patřilo tchánu Jarosława Iwaszkiewicza – Stanisławu Wilhelmovi Lilpopovi (jako část bývalého folwarku rodiny Wilhelmů). Po svatbě dcery Anny v roce 1922 Stanisław Lilpop daroval tuto nemovitost Iwaszkiewiczům. Pozemek byl 45 ha rozlehlý. Velkolepou vilu měl původně navrhnout Karol Stryjeński, ale nakonec se stal autorem projektu Stanisław Gądzikiewicz. Budova vily byla hotová v roce 1928. V témže roce se sem přistěhovala rodina Iwaszkiewiczů. Ze začátku se usedlost zaměřovala na sadovnictví, pěstování chřestu a obilí, ale postupně bylo pěstování omezováno a dnes je většina pozemku pokryta lesy.

### Centrum polských literátů a umělců
V 30. letech se Stawisko stalo literárně uměleckým centrem, v kterém často byli hostmi významní tvůrci toho období: mj. Karol Szymanowski, Antoni Słonimski, Jan Lechoń a Julian Tuwim. V Stawisku Jarosław Iwaszkiewicz napsal mnoho svých děl. V čase druhé světové války a okupace se Stawisko (odizolované od jiných obcí) stalo útočištěm pro celou řadu umělců: přebývali tu mj. Czesław Miłosz, Krzysztof Kamil Baczyński, Leon Schiller, Pola Gojawiczyńska a Witold Lutosławski.
Po válce přijížděli na návštěvy do Stawiska představitelé politiky a kultury, mj. belgická královna Alžběta, Artur Rubinstein a Jerzy Putrament, ale také partijní a státní úředníci PRL (Polské lidové republiky). Po smrti Iwaszkiewicza v roce 1980 se Stawisko podle poslední vůle stalo vlastnictvím Ministerstva kultury a umění. Vzniklo tu muzeum, chránící cenné památky po spisovateli a jeho ženě, rukopisy, knížky, obrazy a nábytek.